# Famille de Lévézou de Vezins
La famille de Lévézou de Vezins, anciennement de Luzençon ou de Luzenson pour la famille actuelle, est une famille subsistante de la noblesse française, d'extraction chevaleresque, originaire du Rouergue.
Elle est la réunion, après mariages, de trois familles distinctes : la famille de Luzençon, la famille de Lévezou, et la famille de Vezins. Les familles de Lévezou et de Vezins se sont éteintes au XVe siècle, les dernières descendantes féminines de chacune d'elles ayant épousé un descendant de la famille de Luzençon, qui a toutefois successivement relevé le nom Lévezou, puis Lévezou de Vezins. De cette famille de Lévézou, anciennement de Luzençon ou de Luzenson, sont issus un évêque d'Agen, un sénéchal du Quercy, des gouverneurs militaires, des officiers supérieurs et généraux, un député de la noblesse aux États-généraux de 1483, un sous-préfet qui fut aussi maire d'Alger. 
Cette famille possède toujours le château de Vézins, en Aveyron.

## Première famille de Lévézou
Sur les origines de la première famille de Lévézou, Jérôme Belmon fait la remarque suivante : « L'absence de continuité entre le centre de leur seigneurie et un éventuel chef-lieu de viguerie carolingienne donne à penser que les Lévézou ne tiraient pas leur pouvoir de l'exercice de charges publiques par leurs ancêtres ; ils devaient plutôt descendre de « riches hommes de la terre », pour reprendre l'expression d'un acte de La Selve. ».
Dans son étude sur les sires de Lévézou aux XIe et XIIe siècles, Jérôme Belmon écrit que les premiers membres connus de cette famille sont cités au XIe siècle. Ils sont au nombre des fidèles des vicomtes de Millau-Gévaudan, ce qui permet à Acfred de Lévézou d'épouser Arsinde de Millau-Gévaudan. Jérôme Belmon note qu'au cours de cette période un autre membre de la famille de Lévézou épousera une fille du lignage des sires de Peyre en Gévaudan. Ces deux alliances sont au-dessus de la condition sociale des seigneurs de Lévézou et ils marqueront l'apogée de leurs alliances, écrit Jérôme Belmon, qui dit qu'au XIIIe siècle, la vicomté de Millau-Gévaudan passant aux comtes de Barcelone, la famille de Lévézou contractera des alliances rouergates moins illustres.
Plusieurs seigneuries et châteaux en Lévézou donnèrent à la famille de Lévézou la prééminence sur ce territoire. Jérôme Belmon écrit : « En fait, il est très probable que les vicomtes millavois [de Millau-Gévaudan] aient doté les chevaliers qui gardaient leurs châteaux de la vallée du Tarn avec des biens situés sur le Lévézou. Dans ces conditions, il n'est pas impossible que les Lévézou aient aussi bénéficié des libéralités des vicomtes. »
En 1192 le siège de la famille de Lévézou était à Castelmus. En 1238, Bernard de Lévézou était seigneur de Castelnau de Lévézou, de Saint-Beauzély de Lévézou, Castelmus, Roquetaillade, Marzials.
Bernard de Lévézou, marié vers 1315 avec Wassadelle de Sévérac, eut pour fille :
- Jeanne de Lévézou, mariée vers 1345 avec Bérenguier II de Luzençon, dont le petit-fils Bérenguier III reprit les nom et armes des Lévézou.

### Personnalités
Les principales personnalités sont :
- Arnaud de Lévézou, évêque de Béziers, archevêque de Narbonne et primat des Gaules narbonnaises, légat, à latere, du Saint-Siège sous le pontificat d'Innocent II, mort en 1149
- Bermond de Lévézou, évêque de Béziers
- Dieudonné de Lévézou, premier échanson de la reine de France Isabelle d'Aragon, femme de Philippe III le Hardi
- Guillaume de Lévézou, grand précepteur de la milice du Temple

## Seconde famille de Lévézou, anciennement de Luzençon ou de Luzenson
Henri Jougla de Morenas, dans Grand armorial de France, écrit que la filiation prouvée de la famille de Luzençon remonterait à Bernard de Luzençon (Luzenson), allié à Dauphine, laquelle vivait en 1264. Leur fils Bérenguier de Luzençon, trouvé en 1264 et 1293, fut le père de Gaubert de Luzençon, damoiseau, trouvé en 1298, qui fut le père de Bérenguier II de Luzençon. Celui-ci eut pour petit-fils Bérenguier III de Lévézou, trouvé en 1446, dont le fils Jean de Lévézou, écuyer, seigneur de Vézins, épousa en 1446 Catherine d'Estaing et continua.
Marc-Antoine-François de Gaujal, dans Études historiques sur le Rouergue, écrit que l'on trouve des Luzençon dès 1135 et leur filiation remonterait à la première moitié du treizième siècle. Cent ans après, c'est-à-dire dès 1350 et constamment depuis, on les trouve qualifiés noble et puissant homme. Selon le même auteur, en 1383 Jean de Lévézou, dernier mâle de sa maison, légua tous ses biens à Bermond de Luzençon, son neveu par sa mère Jeanne de Lévézou, à charge pour lui de porter les armes réunies de Luzençon et de Levézou. Bérenguier III, fils de Bermond, reprit les nom et armes des Lévézou.

### Personnalités
Les personnalités sont :
Hommes d'Église
- Jean-Jacques-Gabriel de Lévézou, évêque désigné de Lodève en 1790 mais non consacré, abbé commendataire, ancien aumônier du roi Louis XVI, grand-vicaire du diocèse de Senlis
- Jean-Aimé de Lévézou de Vézins, grand-vicaire de Bordeaux, évêque d'Agen en 1841

Militaires
- Jean de Lévézou, chevalier de l'ordre du roi, grand bailli d'épée, sénéchal et gouverneur du Quercy, lieutenant pour le roi dans la Guienne, gouverneur des ville et château royal de Cahors, gentilhomme de la chambre du roi Henri III, capitaine de 50 hommes d'armes de ses ordonnances.
- Antoine de Lévézou, chevalier de l'ordre du roi, grand bailli d'épée, lieutenant pour le roi François Ier, gouverneur et commandant pour les rois Henri II, François II, Charles IX et Henri III des pays de Rouergue, Quercy, Albigeois, Cévennes, gentilhomme de la chambre de Leurs Majestés, conseiller en leur conseil d'en haut et conseil étroit, capitaine de 100 hommes d'armes de leurs ordonnances et capitaine général des 13 000 hommes de guerre et de pied de l'arrière-ban languedocien
- François de Lévézou, exempt des gardes du corps de la reine mère, gentilhomme de la chambre de Monsieur, frère du roi, chevalier des ordres royaux, militaires et hospitaliers de Notre Dame sur le Mont-Carmel et Saint-Lazare de Jérusalem
- Jean de Lévézou, gentilhomme de la chambre du roi, maréchal de bataille, commandant et capitaine-général de la noblesse au ban et arrière-ban des pays de Rouergue et de Quercy, colonel des gendarmes royaux de Roussillon
- Joseph de Lévézou, mestre de camp de cavalerie, chevalier de Saint-Louis, commandeur des ordres militaires et hospitaliers de Notre Dame du Mont-Carmel et de Saint-Lazare
- Louis de Lévézou, colonel, chevalier de Saint-Louis
- Alexis de Lévézou, mestre de camp de cavalerie, maréchal des logis de la deuxième compagnie des mousquetaires, chevalier de Saint-Louis
- Charles de Lévézou, brigadier de la deuxième compagnie des mousquetaires
- François de Lévézou, brigadier des armées du roi, mestre-de-camp de cavalerie, premier lieutenant-commandant des gardes du corps du roi, chevalier de Saint-Louis

Autres personnalités
- Jean de Lévézou, député de la noblesse des États du Languedoc aux États-généraux du royaume de France à Tours en 1483.
- François de Lévézou, sous-préfet de Saint-Affrique puis de Millau sous la Restauration, maire d'Alger en 1842, chevalier de la Légion d'honneur.
- Bernard de Lévézou de Vézins (1869-1951), colonel[réf. nécessaire], président de la Ligue d'Action française.
- Renaud de Lévézou de Vezins (1882-1932), maire de Vézins-de-Lévézou, conseiller général de l'Aveyron, administrateur de sociétés, peintre régionaliste, aquafortiste, élève d’Eugène Viala, auteur de la série de vingt-deux eaux-fortes illustrant Les Châteaux de l'ancien Rouergue, Rodez, éditions de La Revue du Rouergue, 1927 et 1953. Son buste se trouve sur une place du village de Vézins-de-Lévézou.
- Véziane de Lévézou de Vezins, petite-fille de Renaud de Lévézou de Vezins, journaliste et chroniqueuse au Figaro depuis 1985.

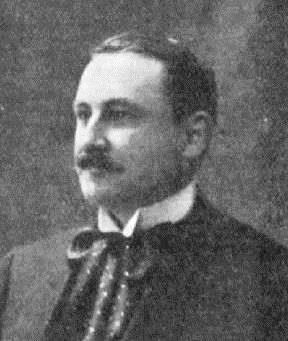
Bernard de Lévézou de Vezins (1869-1951)
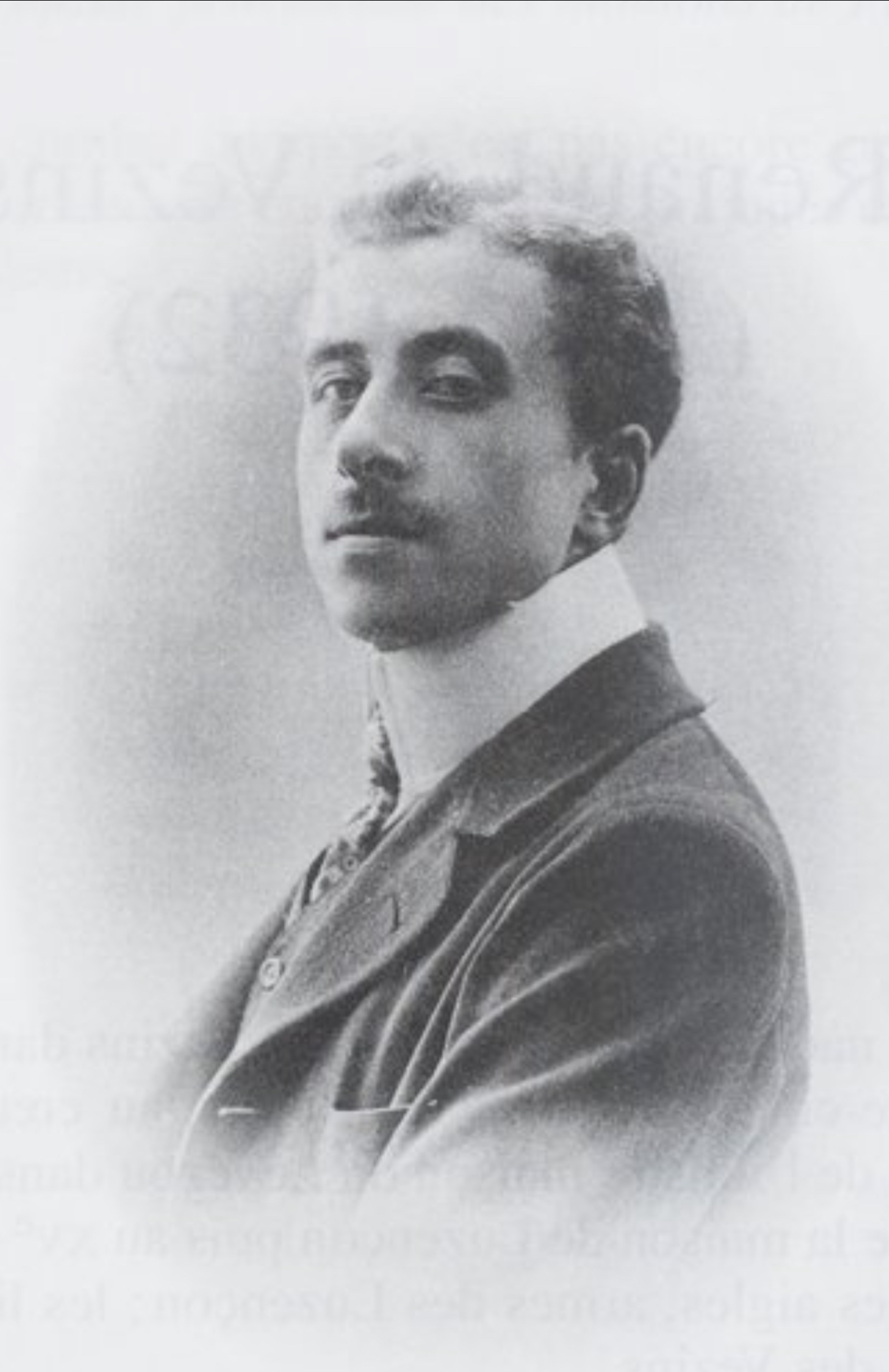
Renaud de Lévézou de Vezins (1882-1932)

### Le château de Vézins
La famille de Lévézou de Vézins possède le château de Vézins, entré dans la famille par mariage, depuis 1420 environ.[réf. nécessaire]

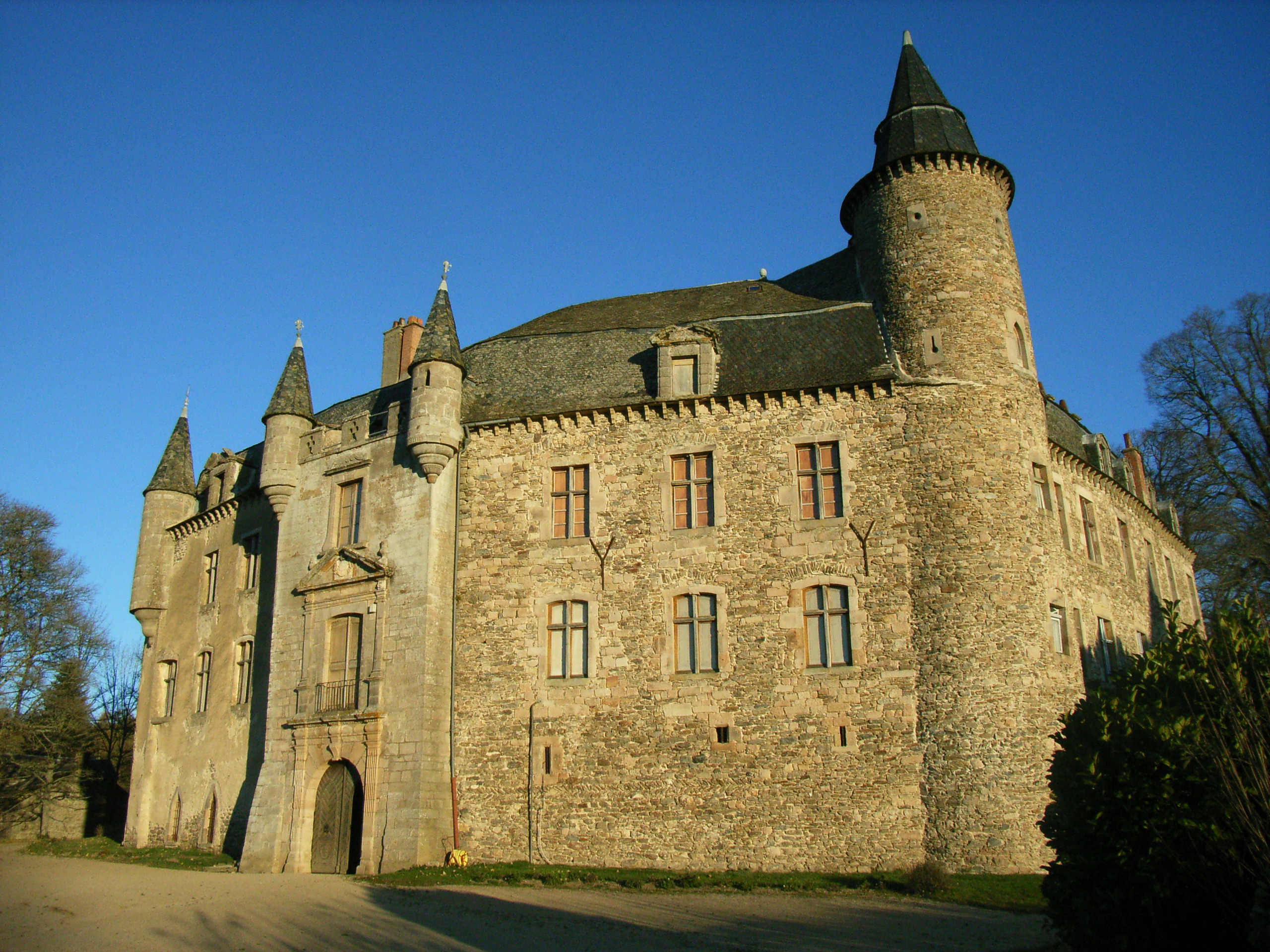
Le château de Vézins

### Armes
- Écartelé : au 1, d'azur au lion couronné d'or, allumé, armé et lampassé de gueules, qui est de Lévézou ; au 2, d'azur à trois rocs d'échiquier d'argent, à la bordure engrêlée du même, qui est de Castelnau-de-Lévézou ; au 3, de gueules à trois clefs d'or mises en fasces, qui est de Vézins ; au 4, d'argent à la tour de sable accompagnée au 1re canton d'une croix fleuronnée et fichée du même, qui est de Roquefort-Engarravaques et Morlas[4].

Différences entre dessin et blasonnement : Au 1 le lion est d'argent et non d'or.
Au 3, les trois cles d'or sont mises en pal et non en fasces.
- Alias #1 : D'azur à sept besants d'or[6]

### Titre
L'aîné de la famille de Lévézou de Vézins porte le titre de marquis depuis le XVIIe siècle, titre qui fut consigné dans l'Armorial général de France mais qui reste un titre non régulier.

## Alliances
Les principales alliances des familles de Lévézou puis de Luzençon de Lévezou de Vezins sont : de Millau-Gévaudan, de Peyre, de Sévérac, de Montlaur, d'Estaing, d'Arpajon, de Prévinquières, de Luzençon, de Vézins, de Montvallat, de Balaguier, du Bosc-Savignat, Le Prestre de Bapt, de Nogaret, de Rochefort, de Roquefort-Morlas, de Flavin, de Scorailles, de Garseval, de Mostuéjouls, de Bernard d'Ortholès, de Berne de Bertholène, de Lapanouse, de Framond, de Lastic de Saint-Jal, de Sauvan d'Aramon, de Larminat.

## Postérité
- Un buste de Renaud de Lévézou de Vezins (1882-1932) se trouve sur une place du village de Vézins-de-Lévézou.